# Bathypterois longifilis
Bathypterois longifilis är en fiskart som beskrevs av Günther, 1878. Bathypterois longifilis ingår i släktet Bathypterois och familjen Ipnopidae. Inga underarter finns listade.

## Bildgalleri

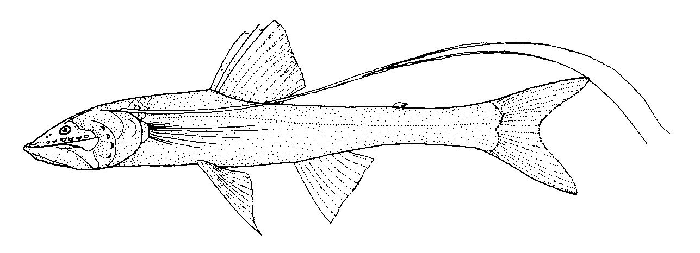
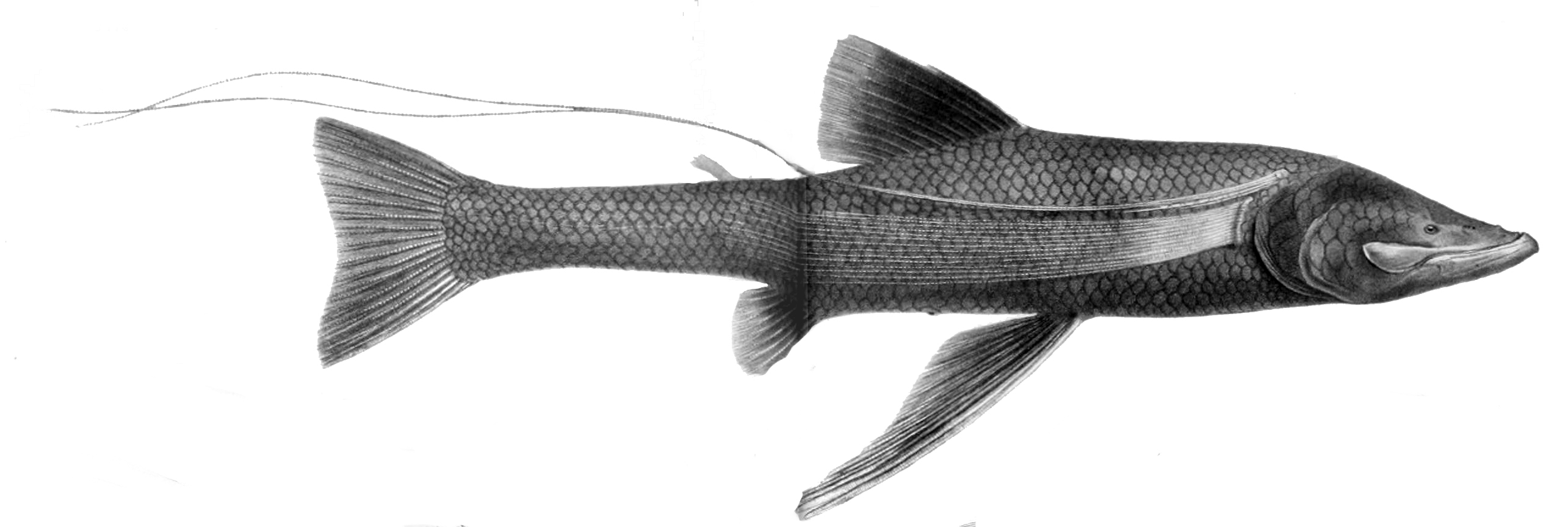
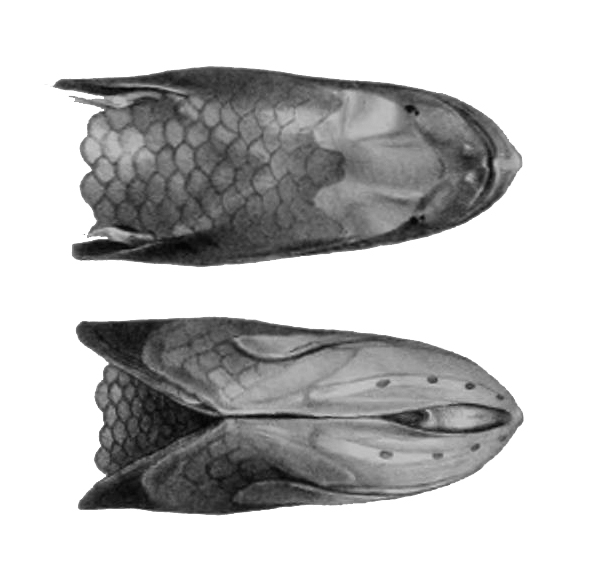